# Canal d'Amsterdam au Rhin
Le canal d'Amsterdam au Rhin (en néerlandais : Amsterdam-Rijnkanaal) est un important canal néerlandais entre l'IJ à Amsterdam et le Waal à Tiel, qui relie le port d'Amsterdam à la région allemande de la Ruhr.

## Création
Après quelques décennies de service, le canal de la Merwede, principale liaison nord-sud, creusé en 1892, n'est plus suffisant dans sa capacité. Pour cette raison, les autorités projettent de créer un canal plus long, plus profond et plus large entre le port d'Amsterdam et le Waal. Un des objectifs du Canal d'Amsterdam au Rhin était d'obtenir un gain de temps important, en raccourcissant le trajet emprunté et en réduisant le nombre d'écluses. Un canal plus profond et plus large permet également l'accès à une navigation fluviale d'un gabarit supérieur.
La loi ordonnant la construction de ce canal date de 1931. À cause de la crise et de la Deuxième Guerre mondiale, l'achèvement de la création et de l'aménagement du canal ont été retardés. La partie septentrionale du canal de la Merwede (entre Amsterdam et Utrecht) a été supprimée et intégrée dans le nouveau canal. Entre Utrecht, Wijk bij Duurstede et Tiel, un nouveau canal est creusé. Le trajet entre Amsterdam et Utrecht est relié à ce nouveau canal en 1952. La partie méridionale du Canal de la Merwede entre Utrecht et Gorinchem est conservée dans son état initial.
De plus, entre Jutphaas et Vreeswijk, une jonction supplémentaire avec le Lek, le canal du Lek est créée.
Le canal est ouvert à la navigation en mai 1952. Entre 1965 et 1981, le canal est élargi afin d'accueillir des bateaux d'un tirant d'eau maximal de 3,30 m d'un gabarit supérieur.

## Caractéristiques
Le canal est en très légère pente du sud au nord ; il peut alimenter le canal Wijk bij Duurstede et, en passant le Canal du Lek, à Vreeswijk (Nieuwegein). Cette alimentation permet de conserver le niveau d'eau et de la changer de temps à autre. Lors des crues du Rhin, le canal peut servir comme branche supplémentaire.

## Galerie

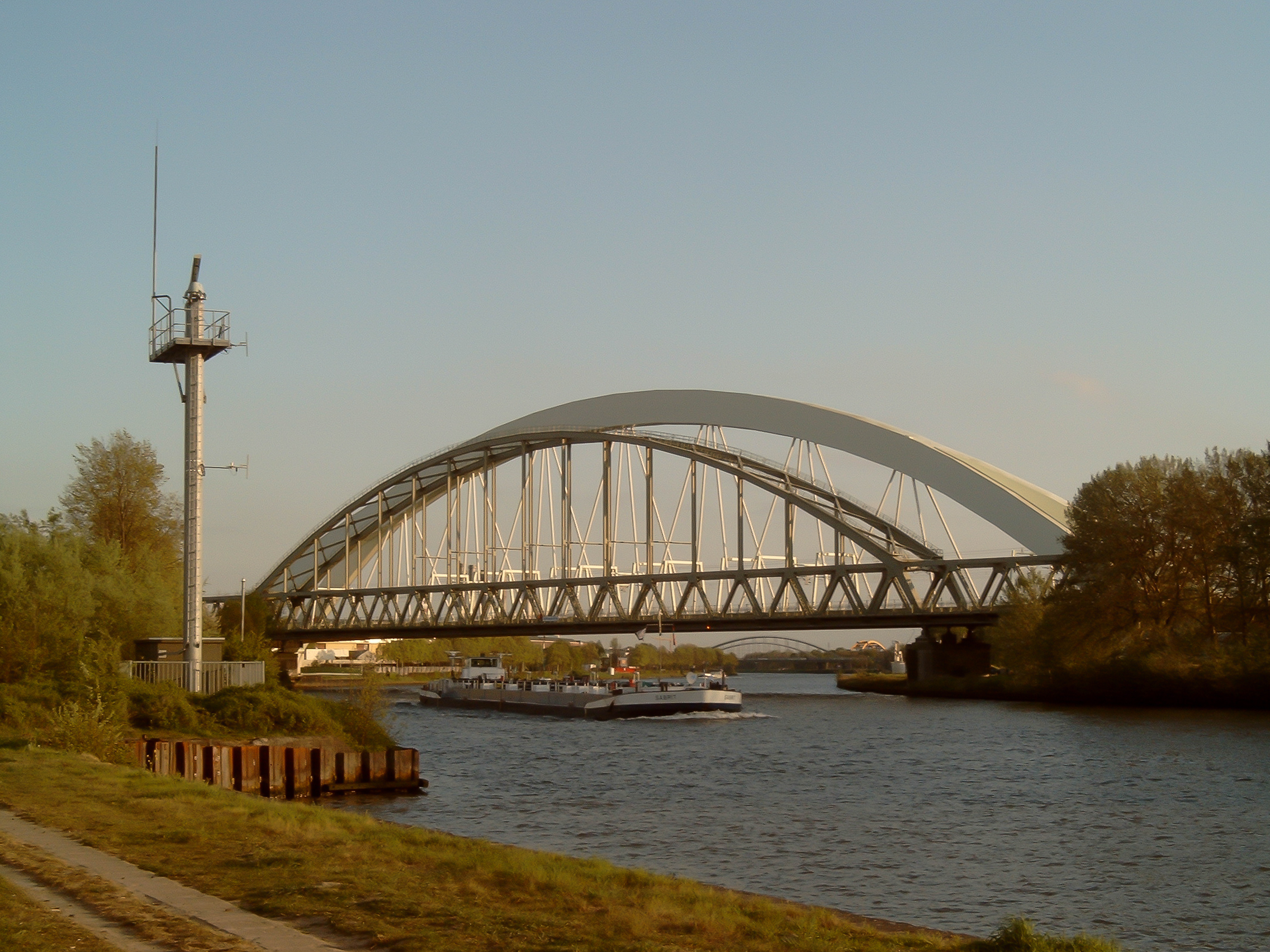
Pont à Utrecht, Demkabrug.
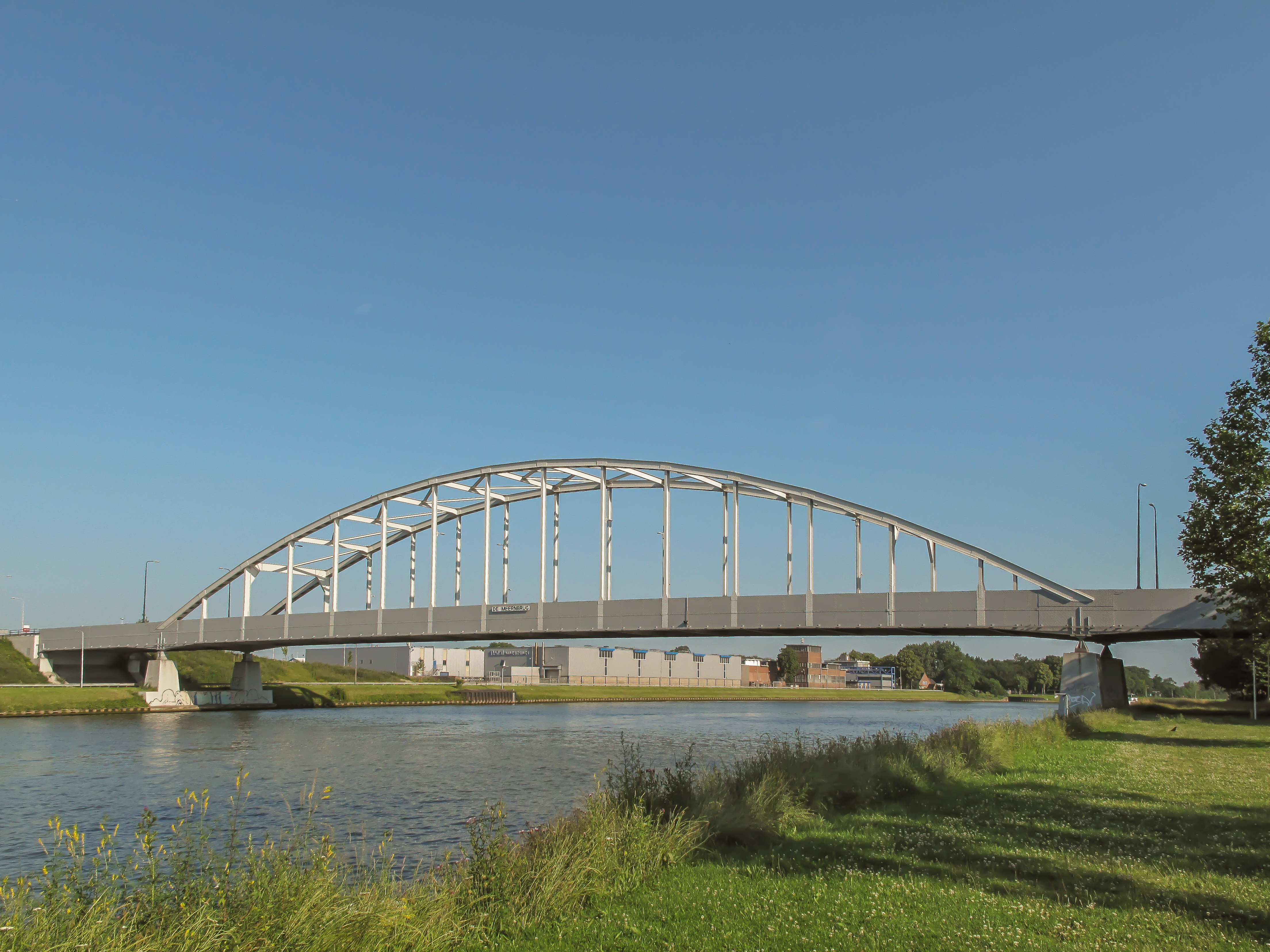
De Meernbrug, également à Utrecht.

## Canaux et rivières reliés au canal
Depuis Amsterdam jusqu'à Tiel :
- IJ
- Diem
- Muidertrekvaart
- Gaasp et Gein
- Vecht
- Canal de la Merwede
- Rhin de Leyde
- Canal du Lek
- Lek
- Waal

## Ouvrages d'art
Le canal d'Amsterdam au Rhin compte 3 complexes d'écluses, 1 tunnel et 32 ponts.

## Source
- (nl) Cet article est partiellement ou en totalité issu de l’article de Wikipédia en néerlandais intitulé « Amsterdam-Rijnkanaal » (voir la liste des auteurs).